# Caltagirone
Caltagirone é uma comuna italiana da região da Sicília, província de Catania, com cerca de 36.846 habitantes. Estende-se por uma área de 382 km², tendo uma densidade populacional de 96 hab/km². Faz fronteira com Acate (RG), Gela (CL), Grammichele, Licodia Eubea, Mazzarino (CL), Mazzarrone, Mineo, Mirabella Imbaccari, Niscemi (CL), Piazza Armerina (EN), San Michele di Ganzaria.

## Demografia
| Variação demográfica do município entre 1861 e 2011                               |
|                                                                                   |
| Fonte: Istituto Nazionale di Statistica (ISTAT) - Elaboração gráfica da Wikipedia |